# Tetrachloronikelnatany

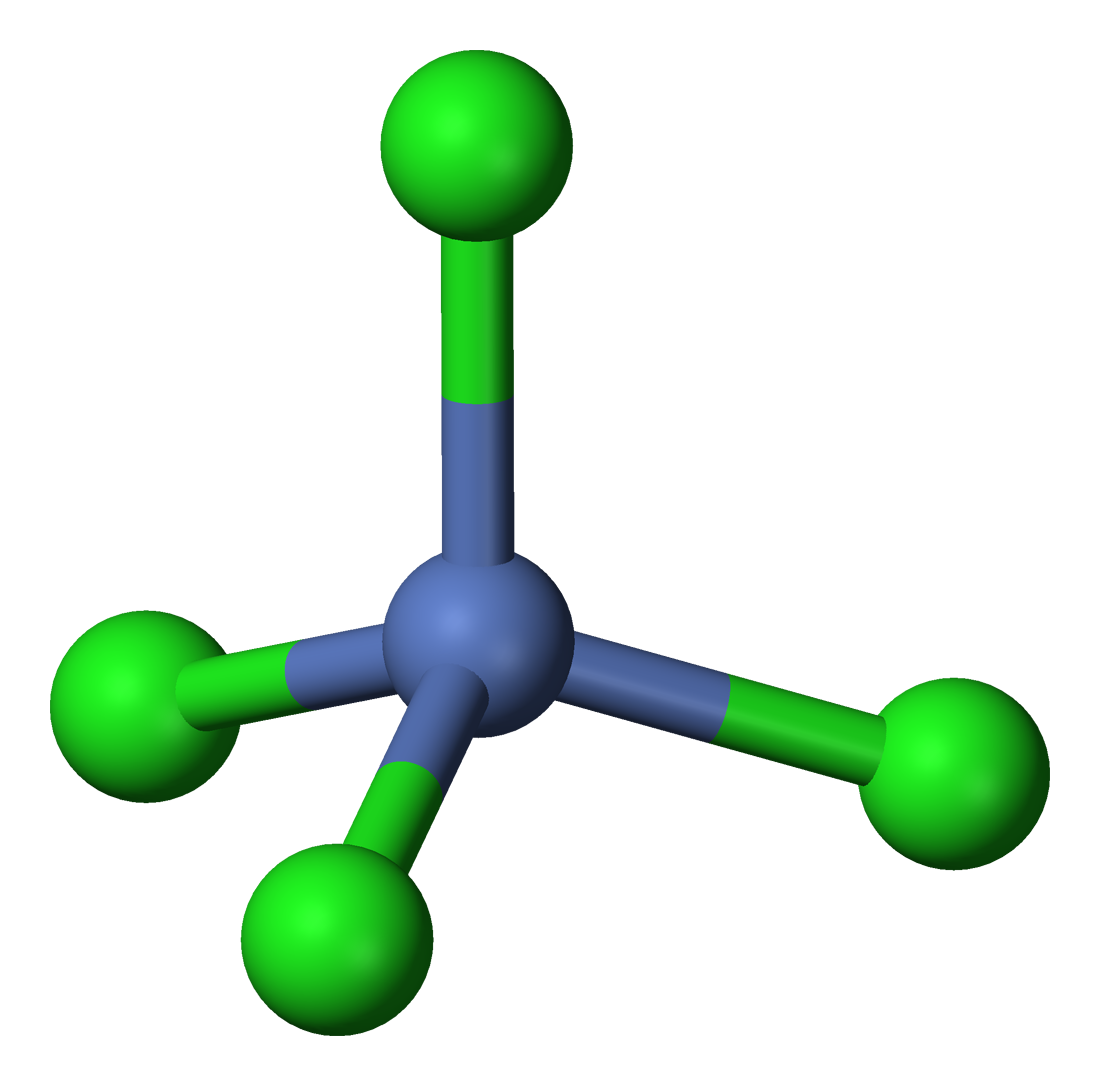
Tetraedrický tetrachloronikelnatanový ion

Tetrachloronikelnatany jsou komplexní sloučeniny, soli aniontu [NiCl4]2−. Tyto soli mohou obsahovat řadu různých kationtů, nejčastější je tetraethylamonný.

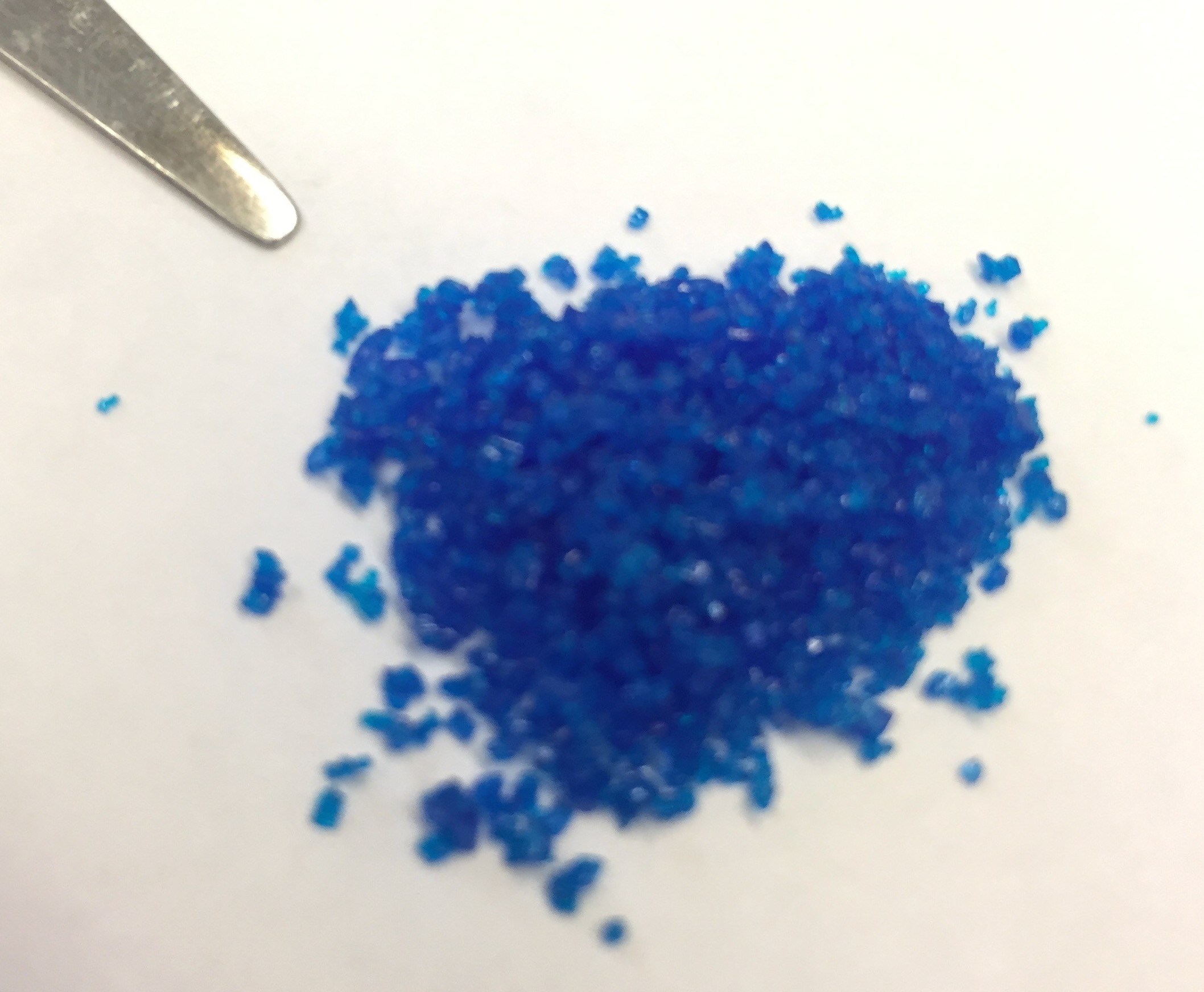
Vzorek (Et_{4}N)_{2}NiCl_{4}

Smícháním koncentrovaných roztoků chloridu lithného a nikelnatého ve vodě vzniká pouze pentaaquachlorokomplex, [Ni(H2O)5Cl]+; v organických rozpouštědlech nebo při smíchání roztavených solí se ale může vytvořit tetrachloronikelnatan. Nikl lze z vodných nebo methanolových roztoků oddělit vytřepáním do cyklohexanového roztoku aminu.
Organické amonné soli typu (R3NH)2[NiCl4] (R = Me, Et, Pr) jsou často termochromické. Za pokojové teploty mají žlutou barvu, ale při zahřátí na přibližně 70 °C se zbarví do modra. Výrazná modrá barva je pro tetraedrické sloučeniny [NiCl4]2− charakteristická a jedná se o důsledek Laportova pravidla. Žlutou barvu vytváří polymer obsahující oktaedrická Ni centra. Tetraedrickou strukturu i termochromické vlastnosti mají také tetrabromnikelanatany, z jedné formy do druhé ovšem přecházejí za nižších teplot.
Modré zbarvení způsobené tetrachloronikelnatanovým iontem bylo poprvé pozorováno v roce 1944 po smíchání tavenin chloridu cesného a cesno-nikelnatého.

## Příklady sloučenin
| Vzorec               | Název                                             | Struktura                                                                                            | Poznámky                                                           | reference   |
| -------------------- | ------------------------------------------------- | --- | ------------------------------------------------------------------ | ----------- |
| Cs2NiCl4             | tetrachloronikelnatan cesný                       | | modrý, stabilní pouze nad 70 °C                                    | [ 4 ]       |
| [(CH3)4N]2NiCl4      | Tetrachloronikelnatan tetramethylamonný           | | tmavě modrý                                                        | [ 5 ]       |
| [(C2H5)4N]2NiCl4     | Tetrachloronikelnatan tetraethylamonný            | |                                                                    | [ 6 ] [ 4 ] |
| [H2NN(CH3)3]2NiCl4   | Tetrachloronikelnatan 1,1,1-trimethylhydrazinia   | | nad 145 °C modrý, za nižších teplot žlutý                          | [ 7 ]       |
| [(C6H5)4As]2NiCl4    | Tetrachloronikelnatan bis-tetrafenylarsonia       | | modrý, taje při 199,5 °C                                           | [ 5 ]       |
| [(C6H5)3CH3As]2NiCl4 | Tetrachlornikelatan bis-trifenylmethylarsonia     | | modrý                                                              | [ 4 ]       |
| [C2mim]2NiCl4        | Tetrachloronikelnatan 1-ethyl-3-methylimidazolia  | tetragonální I41/a a=14,112 c=19,436 V=3871,1 Z=8; hustota 1,47 g/cm3, molární hmotnost 422,84 g/mol | taje při 92 °C                                                     | [ 8 ] [ 9 ] |
| [C4mim]2NiCl4        | Tetrachloronikelnatan 1-butyl-3-methylimidazolia  | tmavě modrý, taje za teploty 56 °C                                                                   |                                                                    | [ 8 ]       |
| [C5mim]2NiCl4        | Tetrachloronikelnatan 1-pentyl-3-methylimidazolia | tmavě modrá kapalina                                                                                 |                                                                    | [ 8 ]       |
| [C6mim]2NiCl4        | tetrachloronikelnatan 1-hexyl-3-methylimidazolia  | tmavě modrá kapalina                                                                                 |                                                                    | [ 8 ]       |
| [C7mim]2NiCl4        | Tetrachloronikelnatan 1-heptyl-3-methylimidazolia | tmavě modrá kapalina                                                                                 |                                                                    | [ 8 ]       |
| [C8mim]2NiCl4        | Tetrachloronikelnatan 1-oktyl-3-methylimidazolia  | tmavě modrá kapalina                                                                                 |                                                                    | [ 8 ]       |
| [NH3CH2CH2NH3]NiCl4  | Tetrachloronikelnatan ethylendiamonia             | vytváří vrstvy podobné perovskitu, prostorová grupa P21/c a=8,441, b=6,995, c=6,943, β=92,925 Z=2    | hnědý, izostrukturní s odpovídajícími sloučeninami Mn, Cu, Pd a Cd | [ 10 ]      |